# Орасио Чели Мендоза
Орасио Чели Мендоза (шп. Horacio Celi Mendoza; Пијура, 3. јануар 1897 — Пијура, 25. септембар 2011) био је перуански суперстогодишњак који је према гинисовој књизи рекорда носио титулу најстаријег живог мушкарца на свету у периоду од 14. априла до 25. септембра 2011. године.

## Биографија
Орасио Чели Мендоза рођен је у Пијури, Перу, 3. јануара 1897. године. Када је имао 20 година, оженио се Зулемом Гарсијом, са којом је имао дванаесторо деце.
3. јануара 2007, прославио је свој 110. рођендан, поставши суперстогодишњак.
14. априла 2011, након смрти 114-годишњег Волтера Брунинга из Сједињених Америчких Држава, постао је најстарији живи мушкарац на свету.
21. јуна 2011, након смрти 114-годишње Марије Гомес Валентим из Бразила, постао је најстарија жива особа у Јужној Америци.
Орасио Чели Мендоза преминуо је у Кампо Полоу, Пијура, Перу, 25. септембра 2011. године, у доби од 114 година и 265 дана. Након његове смрти, тада 114-годишњи Џироемон Кимура из Јапана, преузео је титулу најстаријег живог мушкарца на свету.